# Vurnarsky (huyện)
Huyện Vurnarsky (tiếng Nga: ? райо́н) là một huyện hành chính tự quản (raion), của Chuvashia, Nga. Huyện có diện tích 1013 kilômét vuông, dân số thời điểm ngày 1 tháng 1 năm 2000 là 43900 người. Trung tâm của huyện đóng ở Vurnary.